# Tower City (Dakota del Nord)
Tower City è un centro abitato (city) degli Stati Uniti d'America, situato fra la Contea di Cass e la Contea di Barnes nello Stato del Dakota del Nord. Nel censimento del 2000 la popolazione era di 252 abitanti. La città è stata fondata nel 1879.

## Geografia fisica
Secondo i rilevamenti dell'United States Census Bureau, la località di Tower City si estende su una superficie di 5,20 km², tutti occupati da terre.

## Popolazione
Secondo il censimento del 2000, a Tower City vivevano 252 persone, ed erano presenti 75 gruppi familiari. La densità di popolazione era di 46,8 ab./km². Nel territorio comunale si trovavano 113 unità edificate. Per quanto riguarda la composizione etnica degli abitanti, il 98,81% era bianco, e l'1,19% apparteneva a due o più razze.
Per quanto riguarda la suddivisione della popolazione in fasce d'età, il 27,4% era al di sotto dei 18, il 4,4% fra i 18 e i 24, il 28,2% fra i 25 e i 44, il 24,6% fra i 45 e i 64, mentre il 15,5% era al di sopra dei 65 anni d'età. L'età media della popolazione era di 38 anni. Per ogni 100 donne residenti vivevano 104,9 maschi.